# Аннапурна
Аннапурна, Аннапурна Гімал (Санскрит, непальська, неварська: अन्नपूर्णा, англ. Annapurna Himal) — гірський масив в Гімалаях на території Непалу, 55 км завдовжки, найвища точка масиву — Аннапурна I, має висоту 8091 м, що робить її 10-ю найвищою вершиною у світі й одним з 14 восьмитисячників". Була підкорена північним схилом французькою експедицією в 1950 (Моріс Ерцог), південним — англійською командою в 1970.

## Географія
Масив розташований на схід від великого каньйону промитого річкою Калі-Ґандакі, яка відокремлює його від масиву Дхаулагірі-Гімал. Дхаулагір І знаходиться за 34 км на захід від Аннапурни І. अन्नपूर्णा Annapūrṇā є санскритським ім'ям, яке буквально означає «повна їжі», але зазвичай перекладається як «богиня врожаю». В індуїзмі, Аннапурна є богинею родючості і сільського господарства і аватара Дурґи.
Масив і околиці є охоронною зоною 7629 км² — Annapurna Conservation Area Project (ACAP), перший і найбільший заповідник в Непалі, створений в 1986 році королем Махендра Траст.

### Найвищі вершини
Масив Аннапурна містить більше десятка вершин висотою понад 7000 м, і з них п'ять самостійних гір висотою понад 7200 м, які входять до «Списку найвищих вершин світу»:
| № за/п | №[a] НВС | Вершина                   | Висота, м | Відносна висота, м | Координати                                                                 |
| ------ | -------- | ------------------------- | --------- | ------------------ | -------------------------------------------------------------------------- |
| 1      | 10-те    | Аннапурна I               | 8091      | 2984               | 28°35′46″ пн. ш. 83°49′13″ сх. д. / 28.59611° пн. ш. 83.82028° сх. д.      |
| 2      | [b]      | Аннапурна I Центральна[c] | 8051      | 111                | 28°35′46″ пн. ш. 83°49′13″ сх. д. / 28.59611° пн. ш. 83.82028° сх. д.      |
| 3      |          | Аннапурна I Східна        | 8026      | 106                | 28°35′46″ пн. ш. 83°49′13″ сх. д. / 28.59611° пн. ш. 83.82028° сх. д.      |
| 4      | 16-те    | Аннапурна II              | 7937      | 2437               | 28°32′6″ пн. ш. 84°7′21″ сх. д. / 28.53500° пн. ш. 84.12250° сх. д.        |
| 5      |          | Аннапурна Фанг            | 7647      | 267                | 28°34′41″ пн. ш. 83°48′5″ сх. д. / 28.57806° пн. ш. 83.80139° сх. д.       |
| 6      | 42-ге    | Аннапурна III             | 7555      | 703                | 28°35′8″ пн. ш. 83°59′22″ сх. д. / 28.58556° пн. ш. 83.98944° сх. д.       |
| 7      |          | Аннапурна IV              | 7525      | 205                | 28°32′15″ пн. ш. 84°4′58″ сх. д. / 28.53750° пн. ш. 84.08278° сх. д.       |
| 8      |          | Кангшар Канг              | 7485      | 65                 | 28°36′48″ пн. ш. 83°52′17″ сх. д. / 28.61333° пн. ш. 83.87139° сх. д.      |
| 9      | 59-те    | Гангапурна                | 7455      | 563                | 28°36′18″ пн. ш. 83°57′48″ сх. д. / 28.60500° пн. ш. 83.96333° сх. д.      |
| 10     | 101-ше   | Аннапурна Південна        | 7219      | 775                | 28°31′4.8″ пн. ш. 83°48′21.6″ сх. д. / 28.518000° пн. ш. 83.806000° сх. д. |
| 11     |          | Асапурна I                | 7140      | 260                | 28°36′4″ пн. ш. 83°56′30″ сх. д. / 28.60111° пн. ш. 83.94167° сх. д.       |
| 12     |          | Пік Тілічо                | 7134      | 710                | 28°40′57″ пн. ш. 83°48′44″ сх. д. / 28.68250° пн. ш. 83.81222° сх. д.      |
| 13     |          | Нілгірі                   | 7061      | 841                | 28°39′26″ пн. ш. 83°43′29″ сх. д. / 28.65722° пн. ш. 83.72472° сх. д.      |
| 14     |          | Мачапучаре                | 6993      | 1233               | 28°29′42″ пн. ш. 83°56′57″ сх. д. / 28.49500° пн. ш. 83.94917° сх. д.      |
| 15     |          | Лам'юнґ Гімал             | 6983      | 550                | 28°29′21″ пн. ш. 84°11′19″ сх. д. / 28.48917° пн. ш. 84.18861° сх. д.      |
| 16     |          | Нілгірі Південня          | 6839      | 609                | 28°39′17″ пн. ш. 83°43′48″ сх. д. / 28.65472° пн. ш. 83.73000° сх. д.      |

### Зауваги
- a  Номер місця вершини у «Списку найвищих вершин світу».
- b  Вершини без номера місця у «Списку найвищих вершин світу» мають відносну висоту менше 500 м, і не є самостійними вершинами, а відносяться до масиву найближчої вищої вершини, або взагалі не входять до цього списку.
- c  Курсивом — вказані вершини, з відносною висотою менше 500 м, за винятком гори Аннапурна IV.